# Астраханка (Аккайинський район)
А́страханка (каз. Астрахань) — село у складі Аккайинського району Північноказахстанської області Казахстану. Адміністративний центр Астраханського сільського округу.
Населення — 735 осіб (2021; 842 у 2009, 969 у 1999, 1248 у 1989).
Національний склад станом на 1989 рік:
- росіяни — 48 %
- казахи — 22 %.